# Osmia tunensis
Osmia tunensis là một loài Hymenoptera trong họ Megachilidae. Loài này được Fabricius mô tả khoa học năm 1787.